# Баговичка
Багови́чка — річка в Україні, в межах Кам'янець-Подільського району Хмельницької області. Ліва притока Дністра (басейн Чорного моря).

## Опис
Довжина 22 км. Площа водозбірного басейну 74,3 км². Долина у верхів'ях неглибока і широка, в пониззі — вузька, глибока, місцями каньйоноподібна. Річище слабозвивисте, в пониззі більш звивисте. Є кілька ставків. 
Баговичка бере початок північніше с. Абрикосівка одразу трьома струмками біля межі між Кам'янеччиною і Дунаєвеччиною. Зливаючись, ці струмки утворюють став у широкій долині. У верхів'ї немає боліт, а русло річки злегка меандрує і вже неподалік с. Княжпіль Баговичка приймає води правої притоки, яка тече від центру Абрикосівки. Південніше Княжполя починається її середня течія. Русло тут поглиблюється, як і сама долина. Лівий берег більш крутий, ніж правий. Оминувши с. Калиня зі сходу, Баговичка розливається у невеличкий ставок і приймає води правого струмка, що влітку часто пересихає. Та й сама Баговичка у нижній течії, починаючи від с. Кульчіївці, стає мілкою і влітку періодично залишається майже без води. Але дещо поповнившись водами струмка, який бере свій початок східніше с. Слобідка-Кульчієвецька, Баговичка утворює невеличкий ставок у Станіславівці. Річка продовжує мандрувати і поглиблювати свою долину. Обидва її береги обривисті. 
Значна частина території басейну Баговички — тераси Дністра. Абсолютні висоти тут становлять 330, а біля гирла річки — 280 м. Територія басейну має нахил з півночі на південь і являє собою давню долину Дністра. У верхній течії розповсюджені опідзолені чорноземи, а в середній і нижній — глибокі чорноземи. 
У долині Баговички боліт немає, переважають суходільні луки. 
У річці дуже бідна іхтіофауна через те, що ця водна артерія пересихає у літній період. Невелика й різноманітність земноводних: мешкають у річці жаби ставкова, озерна і гостроморда, зрідка трапляється трав'яна жаба, ропухи сіра і зелена. Дещо краще почуваються у цій місцевості плазуни — вуж звичайний, ящірки прудка, живородна і зелена, гадюка степова. Проте багатою є іхтіофауна. Хоча фауна птахів лук, боліт і водойм не дуже багата, вона нараховує до 35 видів, птахів лісу — до 49 видів, птахів степу — до 14 видів, птахів-синантропів — до 9 видів. 
Серед ссавців найпомітнішими є хом'як, тхір степовий, ховрах крапчастий, полівка водяна, пацюк сірий, ондатра, нічниця велика, миші польова, маленька і лісова, лисиця, ласка, куниця. кріт, їжак звичайний, заєць-русак, горностай і бурозубка.

## Розташування
Баговичка бере початок на північ від села Абрикосівка. Тече на південь. Впадає до Дністра на південь від села Яруга. 
Над річкою розташовані села: Абрикосівка, Калиня, Кульчіївці, Станіславівка, Баговиця і Яруга.